# Parafia Podwyższenia Krzyża Świętego w Miasteczku Krajeńskim
Parafia Podwyższenia Krzyża Świętego w Miasteczku Krajeńskim – parafia rzymskokatolicka w dekanacie Wysoka w diecezji bydgoskiej.
Erygowana w XVI wieku.
Miejscowości należące do parafii: Arentowo, Brzostowo, Grabionna, Miasteczko-Huby, Miasteczko Krajeńskie i Wolsko.